# Friedrich Möbius (Kunsthistoriker)
Friedrich Otto Karl Möbius (* 24. Mai 1928 in Dresden; † 7. August 2024 in Rothenstein) war ein deutscher Architektur- und Kunsthistoriker. Er hatte von 1976 bis 1991 die ordentliche Professur für Kunstgeschichte an der Friedrich-Schiller-Universität Jena inne.

## Werdegang
Friedrich Möbius studierte von 1948 bis 1953 Kunstgeschichte und Geschichte an der Universität Leipzig, wo er vor allem von Heinz Ladendorf geprägt wurde. Seinen Lebensunterhalt verdiente Möbius als Theaterrezensent und Feuilletonist der lokalen Presse. 1953 wurde er Doktorand bei Lottlisa Behling an der Universität Jena und konnte trotz der Übersiedlung Behlings in die Bundesrepublik Deutschland 1958 seine Dissertation Die Stadtkirche St. Michael zu Jena. Ein mittelalterliches Denkmal als geschichtliche Gestalt mit dem Prädikat „summa cum laude“ verteidigen.
Neben monografischen Arbeiten zu einzelnen mittelalterlichen Kirchen wandte sich Möbius, über die Ausdeutung architektonischer Bau- und Dekorationsformen hinausgehend, zeit- und epochenübergreifenden Aspekten der Architekturgeschichte zu und machte die Semiotik und Ikonologie der mittelalterlichen Architektur zum Schwerpunkt seiner Forschungen. Er lehrte als Assistent am Kunsthistorischen Institut in Jena und wurde 1967 mit der Arbeit „Westwerkstudien“ an der Philosophischen Fakultät habilitiert.
Nach der Berufung auf eine Professur für Kulturtheorie 1971 erfolgte 1976 eine Umberufung auf den (seit 1958 vakanten) Lehrstuhl für Kunstgeschichte der Jenaer Universität. 1977 wurde Möbius Ordentliches Mitglied der Sächsischen Akademie der Wissenschaften zu Leipzig (die er 1992 wieder verließ). 1978 initiierte er den interdisziplinären „Jenaer Arbeitskreis für Ikonografie und Ikonologie“, der bis 1990 sieben international ausgerichtete Tagungen durchführte. Die Wahrnehmung einer Gastprofessur an der Philipps-Universität Marburg wurde ihm von den Behörden der DDR verwehrt.
Möbius’ schaffensreichste Zeit endete abrupt, als die Veröffentlichung druckfertig vorliegender Manuskripte, die eine Bilanz seiner Forschungen ziehen sollten, in den krisenhaften Jahren nach dem revolutionären Umbruch von 1989/90 scheiterte und er 1991 wegen seiner Tätigkeit als Inoffizieller Mitarbeiter des Ministeriums für Staatssicherheit unter dem Codenamen Fritz Funken aus dem Jenaer Universitätsdienst entlassen wurde.
Nach Lehrtätigkeit in Hamburg und Karlsruhe von 1992 bis 1995 verfasste er seine Memoiren, in denen er sich auch mit seinen Kontakten zum Ministerium für Staatssicherheit der DDR offensiv auseinandersetzt.
Friedrich Möbius, der als „bedeutende Forscherpersönlichkeit“ anerkannt ist, publizierte weiterhin biographische, aber auch wissenschaftliche und essayistische Werke. Einige seiner Arbeiten können zu den grundlegenden Schriften der deutschen Kunstgeschichtsschreibung in der zweiten Hälfte des 20. Jahrhunderts gezählt werden. Außer der vielfach, zuletzt von dem niederländischen Architekturhistoriker Lex Bosmann gewürdigten Schrift Westwerkstudien (1968) wurde z. B. der von Möbius verfasste einleitende Aufsatz des Sammelbandes Stil und Gesellschaft (1984) in die Textsammlung Neue Wege der Forschung aufgenommen, die gesamte von Möbius herausgegebene Aufsatzsammlung aber als Referenzwerk empfohlen. Seine umfänglichen Studien zur Dorfkirche im Mittelalter, die in der Schrift Die Dorfkirche im Zeitalter der Kathedrale (1988) und in einem eigenständigen Kapitel in der Geschichte der deutschen Kunst (1989) ihren Niederschlag fanden, wurden noch 2001 von Wolfgang Schenkluhn als eine „Ausnahme“ in der Architekturgeschichtsschreibung hervorgehoben.
Friedrich Möbius, der in erster Ehe mit der Kunsthistorikerin Helga Möbius (* 1935 in Troppau) und seit 1978 in zweiter Ehe mit der Kunsthistorikerin Helga Möbius-Sciurie (* 6. März 1940 in Jena) verheiratet war, lebte in Rothenstein bei Jena. Er war der Bruder des Physikers Peter Paul Möbius (* 6. Juni 1930 in Meißen).

## Schriften (Auswahl)
- Die Stadtkirche St Michael zu Jena: Ein mittelalterliches Denkmal als geschichtliche Gestalt Jena, Phil. F., Diss. v. 12. Dez. 1958 
  - Die Stadtkirche St. Michael zu Jena. (= Das Christliche Denkmal 38), Berlin: Union 1959
  - Die Stadtkirche S[ank]t Michael zu Jena: Gestalt und Bedeutung einer spätgotischen Stadtpfarrkirche. [Hrsg. vom Dt. Kulturbund u. d. Stadtmuseum Jena] Jena: Kessler 1972 (= Schriften des Stadtmuseums Jena 12)
  - Die Stadtkirche S[ank]t Michael zu Jena: eine Einführung in die Baugeschichte und die Kunstwerke. Berlin: Evangelische Verlagsanstalt 1983
  - Die Stadtkirche St. Michael zu Jena: Symbolik und Baugeschichte einer spätgotischen Stadtpfarrkirche. Jena: Glaux 1996 ISBN 978-3-931743-05-5
- Westwerkstudien. Jena 1968.
- Romanische Kunst. Union/Schroll, Berlin/Wien/München 1969.
- Ecclesia ornata. Ornament am mittelalterlichen Kirchenbau. Union, Berlin 1974 (mit Helga Möbius).
- Architektur des Mittelalters. Funktion und Gestalt. Hrsg. v. Friedrich Möbius u. Ernst Schubert. Böhlaus Nachfolger, Weimar 1983.
- Symbolwerte mittelalterlicher Kunst. Seemann, Leipzig 1984 (mit Helga Sciurie).
- Stil und Gesellschaft. Ein Problemaufriß.. Hrsg. v. Friedrich Möbius (Fundus-Bücher. 89/90), Verlag der Kunst, Dresden 1984.
- Buticum in Centula. Mit einer Einführung in die Bedeutung der mittelalterlichen Architektur (= Abhandlungen der Sächsischen Akademie der Wissenschaften zu Leipzig, Phil.-hist. Klasse, Bd. 71, Heft 1), Leipzig 1985.
- Skulptur des Mittelalters. Funktion und Gestalt. Hrsg. v. Friedrich Möbius u. Ernst Schubert. Böhlaus Nachfolger, Weimar 1987, ISBN 3-7400-0053-8.
- Die Dorfkirche im Zeitalter der Kathedrale (13. Jh.). Plädoyer für eine strukturgeschichtliche Vertiefung des Stilbegriffs (= Abhandlungen der Sächsischen Akademie der Wissenschaften zu Leipzig, Phil.-hist. Klasse, Bd. 128, Heft 3). Leipzig 1988, ISBN 3-05-000586-6.
- Stil und Epoche. Periodisierungsfragen. Hrsg. v. Friedrich Möbius u. Helga Sciurie (= Fundus-Bücher. 118/119), Verlag der Kunst, Dresden 1989, ISBN 3-364-00166-9.
- Geschichte der deutschen Kunst 1200–1350. Hrsg. v. Friedrich Möbius u. Helga Sciurie. Seemann, Leipzig 1989, ISBN 3-363-00407-9.
- Der Himmel über der Erde. Kosmossymbolik in mittelalterlicher Kunst. Hrsg. v. Friedrich Möbius. Evangelische Verlagsanstalt, Leipzig 1995, ISBN 3-374-01567-0.
- Wohnung, Tempel, Gotteshaus. Beobachtungen zur Anthropologie religiösen Verhaltens. Schnell und Steiner, Regensburg 2008, ISBN 978-3-86583-670-0.
- Zwischen Hörsaal, Kirche und Theater. Studentische Existenz in der frühen DDR (Leipzig 1948–52). Universitätsverlag, Leipzig 2012, ISBN 978-3-86583-670-0.
- Die karolingische Reichsklosterkirche Centula (Saint-Riquier) und ihr Reliquienschatz. Eine Fallstudie zum lebensweltlichen Verständnis frühmittelalterlicher Religiosität. Universitätsverlag, Leipzig 2013, ISBN 978-3-86583-767-7.
- Gibt es Gott wirklich nicht? Anregungen aus Neurologie, Psychologie und Religionsgeschichte. Universitätsverlag, Leipzig 2013, ISBN 978-3-86583-944-2.